# A Message to You Rudy
A Message to You Rudy – utwór z 1967 roku, utrzymany w stylu rocksteady, napisany przez jamajskiego muzyka reggae Dandy’ego Livingstone’a. Pierwotnie piosenka był zatytułowana „Rudy, A Message to You”. Dwanaście lat później, angielski zespół The Specials nagrał własną wersję utworu, którą wydano na singlu 27 października 1979 roku, nakładem wytwórni 2 Tone Records. Producentem singla był Elvis Costello. Aranżacja brytyjskiej formacji, spopularyzowała kompozycję, która znalazła się na pozycji 10. brytyjskiego zestawienia UK Singles Chart. Był to drugi singiel w dyskografii grupy, należącej do „drugiej fali ska”.

## Wersja The Specials
Jest kilka wersji okładki singla, w zależności od kraju w którym się ukazał. Obok wersji podstawowej 7", we Francji w 2001 roku, ukazała się wersja CD (EMI).

### Spis utworów

#### Wersja 7"
Strona A
1. A Message to You Rudy (Robert Livingstone Thompson) 2:54

Strona B
1. Nite Klub (J. Dammers/Specials) 3:10

#### Wersja CD (2001)
1. A Message to You Rudy 2:54
2. Racist Friend (wersja instrumentalna) 4:09

### Muzycy
- Terry Hall – wokal
- Neville Staple – wokal
- Lynval Golding – gitara rytmiczna, wokal
- Roddy Radiation – gitara prowadząca, wokal
- Jerry Dammers – klawisze
- Horace Gentleman – gitara basowa
- John Bradbury – perkusja
- Rico Rodriguez – puzon
- Dick Cuthell – trąbka